# غوردون مارشال (لاعب كريكت)
غوردون مارشال (12 مارس 1935 - ) (بالإنجليزية: Gordon Marshall)‏ هو لاعب كريكت بريطاني.